# Paul Lemnitz
Paul Lemnitz (* 29. Juni 1892 in Ziesar; † 17. Januar 1974 in Neheim-Hüsten) war Geodät, Oberregierungsrat beim RP Arnsberg und kommissarischer Oberkreisdirektor des Kreises Wittgenstein.

## Leben und Wirken
Otto Paul Lemnitz wurde am 29. Juni 1892 als Sohn des Chausseeaufsehers Hermann Lemnitz und seiner Ehefrau Wilhelmine geb. Bär im brandenburgischen Ziesar geboren. Er wurde Vermessungstechniker und bestand in dieser Laufbahn die Prüfung für den gehobenen Dienst. Von Mai 1946 bis Juli 1946 war er Referent im Generalreferat für Wirtschaft im Oberpräsidium Münster. Danach versah er bis zum November 1948 seinen Dienst als kommissarischer Stadtdirektor von Arnsberg.
Seit 1949 war er als Schriftleiter, später als Hauptschriftleiter der Zeitschrift Vermessungstechnische Rundschau tätig, in der Fachartikel zu Themen des Flächenmanagements, der Bodenordnung, Stadtplanung, Regionalplanung, des Grundstücksverkehrs, der Grundstücksbewertung, des Liegenschaftskatasters und des Vermessungswesens publiziert werden.
Von August 1950 bis März 1956 war Lemnitz Oberregierungsrat/Vermessungsrat bei der Bezirksregierung Arnsberg.
In der Nachfolge von Kurt-Werner Basarke war Paul Lemnitz vom 21. Oktober 1952 bis 15. März 1955 als kommissarischer Oberkreisdirektor des Kreises Wittgenstein eingesetzt.
Nach 1956 war Lemnitz Mitglied des Personalgutachterausschusses, der, beginnend beim Dienstgrad Oberst, nach der Gründung der Bundeswehr für die Auswahl des militärischen Führungspersonals sorgte und Prüfungen hinsichtlich der charakterlichen und politischen Eignung der Bewerber durchführte.
Daneben war Lemnitz ehrenamtliches Hauptvorstandmitglied der Deutschen Angestelltengewerkschaft.

## Familie
Paul Lemnitz war in der Zeit seiner Tätigkeit im Kreis Wittgenstein verwitwet und Vater eines Kindes. Er starb am 17. Januar 1974 im Alter von 81 Jahren in Neheim-Hüsten.

## Ehrungen
Am 19. Februar 1973 wurde dem Oberregierungsrat a. D. Paul Lemnitz, damals in Eslohe wohnhaft, das Bundesverdienstkreuz am Bande verliehen.